# 關於完全聽不懂老公在說什麼的事
《關於完全聽不懂老公在說什麼的事》是酷教信徒以四格漫畫形式繪製的日本漫畫作品。描繪身為宅男的丈夫與妻子“薰”（カオル）的之间的爱情喜剧作品。描写了他们两人的虽然彼此都有不太合得来的部分、但是仍然过得很恩爱的新婚生活。
原本是2011年開始在2ch投稿的作品，同时也在Pixiv刊登，2011年12月27日開始由一迅社出版，現依然在連載中。2015年授權布卡漫畫發行簡體中文電子漫畫版，非官方中文簡稱《關公說事》。
2014年10月開始改編為5分鐘的動畫系列短片播放；同年12月25日播放结束后，制作方公布决定制作第2期并将于2015年4月开始播放的消息。

## 故事簡介
性格認真又熱心於工作的極其普通的办公室女职员（OL）薰，她的老公是半尼特族的重度阿宅。雖然薰一直被不讓人省心的老公耍著玩，兩人之間的關係卻是讓旁觀者都感到不忍直視的親密……

## 登場角色
老公（配音：鈴村健一）
本作男主人公。原名为十貴志，连载开始时为23岁。射手座，AB型血。是喜欢漫画及动画的宅人。在商店认识了现在的老婆薰，并娶其为妻。靠做blog评价为生，以此月入数十万日圓。自19话起，在朋友三木的介绍下擔任网络设计师。
薰（配音：田村由香里）
原名为十薰，旧姓佐村，连载开始时为25岁，巨蟹座O型血，金发三白眼。普通的OL，对ACG文化不了解（偶尔和老公玩电视游戏的程度），也不清楚网络用语。虽然是金发，但是结婚的时候是黑发（动画裏则是蓝髮）。非常喜欢工作，有时也被老公称为“劳动厨”。会吸烟，不太擅长做饭。
蛋蛋君（配音：堀野紗也加）
原名为十陽太，薰的小叔，大学生但身高常被认为是中学生，“蛋蛋君”是其网名，被哥哥称为“蛋蛋氏”。平时作伪娘的打扮和用语习惯，早期薰誤认他是一的妹妹。通过制作、販賣同人志生活。其作品主要是以自己和哥哥为原型的BL作，在同人志即卖会每次都能完售1000本。強烈的兄控属性。
於线下会认识三木，对方因不知道他是网络人妖（在网上假装女性的男性）而令三木对他有好感，并尝试追求他。后来三木知道真相后，也会戏弄他，包括在他身边作女性化的害羞表情和行为，更戏言要为他生三个孩子。
小时候并不喜欢动漫，与哥哥关系也疏离。直至有一次在公园因其娘气外表而遭人欺负，被哥哥所救，关系才改善，經常黏著哥哥差點要奪走哥哥處男程度，也开始接触动漫。
樹瀨理乃（配音：钉宫理惠）
薰的朋友，也是薰工作的面试官。是作者另一个作品《無芥末女友》（さび抜きカノジョ）的主人公。
樹瀨望（配音：坂井俊文）
理乃的老公，在便利店打工的职业拳击手。
和理乃是在大學認識的，當時是小理乃兩屆的學弟。
田中（配音：新谷良子）
薰的朋友，医生。没跟老公改姓。
山田（配音：外崎大輔）
田中的老公。
三木（配音：清水香里）
老公的熟人，网名为「Destiny Fucker」，侦探事务所的负责人，有时也会介绍工作给老公，也有主持线下活动。被老公介绍给蛋蛋君认识，以为蛋蛋君是女的，结果发现真相后几乎气炸。雖然如此，仍然與老公保持聯絡，也介紹工作給他。
歲浦明子（配音：佐倉綾音）
三木的親戚，並在其偵探所工作。
作者另一套作品《滅子夜露死苦》的主角。似乎是薰高中的學姐。
电次（配音：石井康嗣）
老公的父亲。至今對自己長子已經結婚的事實依然無法置信。
今日子（配音：三石琴乃）
老公的母亲。只要長子回到家就不斷催促他覓職。
美里
薰的母亲，已故。
忠（配音：堀江一眞）
薰的爸爸，职业厨师。十分溺愛薰。在薰第一次約會前，提出帶同武器(漫畫版為刀子，動畫版為電擊槍和步槍)前往，更提出自己一同赴會 。
愛（配音：菅野真衣）
薰親戚的女兒。母親為職業高爾夫球員，父親據說是一個球童。
木村柚子（配音：堀江由衣）
薰高中時代的前輩。現在是漫畫家，陽太在薰的介紹下當其助手。

## 出版書籍
| 集數 | 一迅社         | 一迅社                 |
| 集數 | 發售日期       | ISBN                   |
| ---- | -------------- | ---------------------- |
| 1    | 2011年12月27日 | ISBN 978-4-7580-1261-4 |
| 2    | 2012年7月13日  | ISBN 978-4-7580-1278-2 |
| 3    | 2013年2月27日  | ISBN 978-4-7580-1305-5 |
| 4    | 2014年6月27日  | ISBN 978-4-7580-1372-7 |
| 5    | 2015年8月4日   | ISBN 978-4-7580-1445-8 |

## 電視動畫
2014年10月開始由埼玉電視台、KBS京都、神奈川電視台、SUN電視台、AT-X、NICONICO動畫、萬代頻道等開始播放，時長5分鐘，預定為全13話。在第一季完結的同時宣佈開始進行第二季的創作，于2015年4月播出。

### 製作人員
- 原作：酷教信徒
- 監督及劇本：永居慎平
- 人物設計及總作畫監督：馬場龍一
- 美術監督：高橋忍
- 美術：
- 攝影監督及編集：堀川和人
- 色彩設計：藤木由香里
- 制作進行：岩谷能宣
- 音樂：G-angle
- 音響監督：大室正勝
- 音響制作：DAX互聯網
- 製片廠：
- 動畫制作：Seven
- 制作：亲爱的製作委員会

### 主題曲
第一期片尾曲
作詞：ドモアゼル ミナ，作曲：北島美奈，演唱：老公和薰（鈴村健一和田村由香里）
第9話使用卡拉OK式的無人聲版本。
（第1期第12話、第2期第6話）
作詞：マドモアゼル ミナ，作曲：北島美奈，演唱：薰（田村由香里）、樹瀬理乃（釘宮理恵）、田中（新谷良子）
正常ED的編配版本。
第二期片尾曲
作詞：ドモアゼル ミナ，作曲：北島美奈，演唱：老公和薰（鈴村健一與田村由香里）
第7話使用無人聲版本。

作詞：ドモアゼル ミナ，作曲：北島美奈，演唱：老公和薰（鈴村健一和田村由香里）
第8話又重新使用了第一季的片尾曲。

### 各話列表
| 話数        | 日文副標題 | 中文副標題                                 | 分镜           | 演出           | 作画監督 |
| 第一期      | 第一期     | 第一期                                     | 第一期         | 第一期         | 第一期   |
| ----------- | ---------- | ------------------------------------------ | -------------- | -------------- | -------- |
| #1          |            | 完全不合的愛好和吻合的脾氣                 | 永居慎平       | 永居慎平       | 馬場龍一 |
| #2          |            | 超越性別 跨越血緣 偽娘快快出現！           | 永居慎平       | 永居慎平       | 馬場龍一 |
| #3          |            | 我這個死宅弟弟的朋友不可能這麼少(略        | 永居慎平       | 永居慎平       | 馬場龍一 |
| #4          |            | 老公偶爾會從事整年不休假的警備工作         | 永居慎平       | みうらさぶろう | 馬場龍一 |
| #5          |            | 醉酒狂魔                                   | 永居慎平       | 永居慎平       | 馬場龍一 |
| #6          |            | Never cross a bridge before you come to it | 永居慎平       | 佐佐木勅嘉     | 馬場龍一 |
| #7          |            | 在時常走著的路上轉身奔跑的結果             | 永居慎平       | 永居慎平       | 馬場龍一 |
| #8          |            | 成為職業高爾夫球手                         | 永居慎平       | 永居慎平       | 馬場龍一 |
| #9          |            | 在一級棒的煎餅上滿滿澆上蜂蜜的行為         | 永居慎平       | 永居慎平       | 馬場龍一 |
| #10         |            | 近在眼前，遠在天邊的孩子                   | 北村淳一       | 北村淳一       | 馬場龍一 |
| #11         |            | 人是一個人活着的                           | 伊魔崎齋       | 伊魔崎齋       | 伊魔崎齋 |
| #12         |            | 融合智者之日                               | みうらさぶろう | 永居慎平       | 馬場龍一 |
| #13         |            | 我與她和另一個生命                         | 永居慎平       | 永居慎平       | 馬場龍一 |
| 第二期      |            |                                            |                |                |          |
| #1（7.5）   |            | 走走回憶                                   | 永居慎平       | 永居慎平       | 馬場龍一 |
| #2（9.5）   |            | Snipe Better                               | 永居慎平       | 北村淳一       | 馬場龍一 |
| #3（8.5）   |            | 夫妻之間的×××                              | 永居慎平       | 永居慎平       | 馬場龍一 |
| #4（11.5）  |            | 我只畫自由的漫畫                           | 永居慎平       | 竹内崇         | 馬場龍一 |
| #5（12.5）  |            | 帶我去旅館吧                               | 永居慎平       | 永居慎平       | 馬場龍一 |
| #6（-108）  |            | 幼稚女友                                   | 永居慎平       | 永居慎平       | 馬場龍一 |
| #7（12.8）  |            | 薰和老公                                   | 永居慎平       | 岩崎知子       | 馬場龍一 |
| #8（-555）  |            | 蛋黃蛋爆裂誕生                             | 伊魔崎齋       | 伊魔崎齋       | 伊魔崎齋 |
| #9（3.5）   |            | 許願實現之後又挨罵                         | 北村淳一       | 北村淳一       | 馬場龍一 |
| #10（10.5） |            | 蠢夫妻                                     | 永居慎平       | 永居慎平       | 馬場龍一 |
| #11（14）   |            | 價值的重量和重量的價值                     | 永居慎平       | 永居慎平       | 馬場龍一 |
| #12（15）   |            | Baby Skip Beat                             | 永居慎平       | 永居慎平       | 馬場龍一 |
| #13（16）   |            | 愉悅的日子                                 | 永居慎平       | 永居慎平       | 馬場龍一 |

### 播放电视台
日本深夜動畫：下文記載的日本国内播放時間使用日本標準時間（UTC+9）表示。因為部分時間标识會採用30小时制，因此請留意这类超过24:00的时间，其實際播放時間為翌日清晨。
| 播放地区 | 播放电视台   | 播放时间                | 播放日期            | 所屬聯播網   | 備註                                              |
| 第1期    | 第1期        | 第1期                   | 第1期               | 第1期        | 第1期                                             |
| -------- | ------------ | ----------------------- | ------------------- | ------------ | ------------------------------------------------- |
| 埼玉縣   | 埼玉電視台   | 2014年10月3日－12月16日 | 星期五 1:00－1:05   | 独立局       |                                                   |
| 京都府   | KBS京都      | 2014年10月3日－12月16日 | 星期五 1:30－1:35   | 独立局       |                                                   |
| 日本全域 | AT-X         | 2014年10月3日－12月16日 | 星期五 23:25－23:30 | 通信卫星广播 |                                                   |
| 神奈川县 | tvk          | 2014年10月4日－12月27日 | 星期六 1:45－1:50   | 独立局       |                                                   |
| 兵库县   | SUN電視台    | 2014年10月7日－12月30日 | 星期二 2:30－2:35   | 独立局       |                                                   |
| 日本全域 | NICONICO频道 | 2014年10月7日－12月30日 | 星期二 21:00 更新   | 网络播放     | 第1、2、13话免费提供， 其他只限播放后一周免费提供 |
| 日本全域 | 萬代頻道     | 2014年10月7日－12月30日 | 星期二 21:00 更新   | 网络播放     | 第1、2、13话免费提供， 其他只限播放后一周免费提供 |
| 第2期    |              |                         |                     |              |                                                   |
| 埼玉縣   | 埼玉電視台   | 2015年4月3日－          | 星期五 1:00－1:05   | 独立局       |                                                   |
| 京都府   | KBS京都      | 2015年4月3日－          | 星期五 1:30－1:35   | 独立局       |                                                   |
| 日本全域 | AT-X         | 2015年4月3日－          | 星期五 21:25－21:30 | 通信卫星广播 |                                                   |
| 神奈川县 | tvk          | 2015年4月4日－          | 星期六 1:45－1:50   | 独立局       |                                                   |
| 兵库县   | SUN電視台    | 2015年4月7日－          | 星期二 2:30－2:35   | 独立局       |                                                   |
| 日本全域 | NICONICO频道 | 2015年4月7日－          | 星期二 21:00 更新   | 网络播放     |                                                   |

### 藍光／DVD
2015年1月16日发行第1期光碟，藍光版（DCBD-0007）和DVD版（DCDV-0005），全套1卷包含13话。
2015年6月19日發售第2期光碟，藍光版（DCBD-0011）與DVD版（DCDV-0007），全套1卷包含13话。

## 外部連結
- 旦那が何を言っているかわからない件 （页面存档备份，存于）（作者的網站）（日語）
- 一迅社WEB | 旦那が何を言っているかわからない件 （页面存档备份，存于）（日語）
- 「クール教信者@新都社」のプロフィール （页面存档备份，存于）（pixiv）（日語）
- 旦那が何を言っているかわからない件 （页面存档备份，存于）（日本電視動畫官方網站）（日語）
- アニメ旦那が何を言っているかわからない件的X（前Twitter）